# Ҩ
La Ҩ, minuscolo ҩ è una lettera dell'alfabeto cirillico, usata nella versione cirillica modificata per la lingua abcasa. Rappresenta una consonante approssimante labiale-palatale /ɥ/. È posta tra la О e la П nell'ordine alfabetico. Viene traslitterata come una "o" con un piccolo punto sotto la lettera (ọ).